# Лівобережний Карасу
Лівобережний Карасу (узб. Chapqirg'oq Qorasuv kanali/Чапқірғоқ Қорасув канали) — канал у Ташкентській області, ліве відведення річки Чирчик. Є одним із найдавніших каналів регіону та відіграє важливе значення в іригації, живлячи великі відводи (Хандам, Ташкентський канал) та зрошуючи 165 тисяч гектарів земель на території області.
Канал Лівобережний Карасу проведений по руслу природного рукава річки Чирчик, що може розглядатися як його протока.

## Гідрологічна характеристика
Лівобережний Карасу бере початок на Верхньочирчикському гідровузлі (раніше — Троїцькій греблі), розташованому на річці Чирчик біля південного кордону однойменного міста. Регулювання водозабору здійснюється в автоматизованому режимі за допомогою греблі з 10 затворами. У джерелах наводяться різні дані про пропускну спроможність його головної споруди: 180 та 160 м³/с. 
На всьому протязі Карасу зберігає загальний південно-східний напрямок течії. Зліва в нього впадає безліч саїв, серед яких найбільшими є Юзуруксай, Паркентсай, Самсарексай, Кизилсай. Праворуч у річку не впадає жодної притоки.
На гідровузлі Шамалак впадає у річку Ахангаран.

## Господарське використання

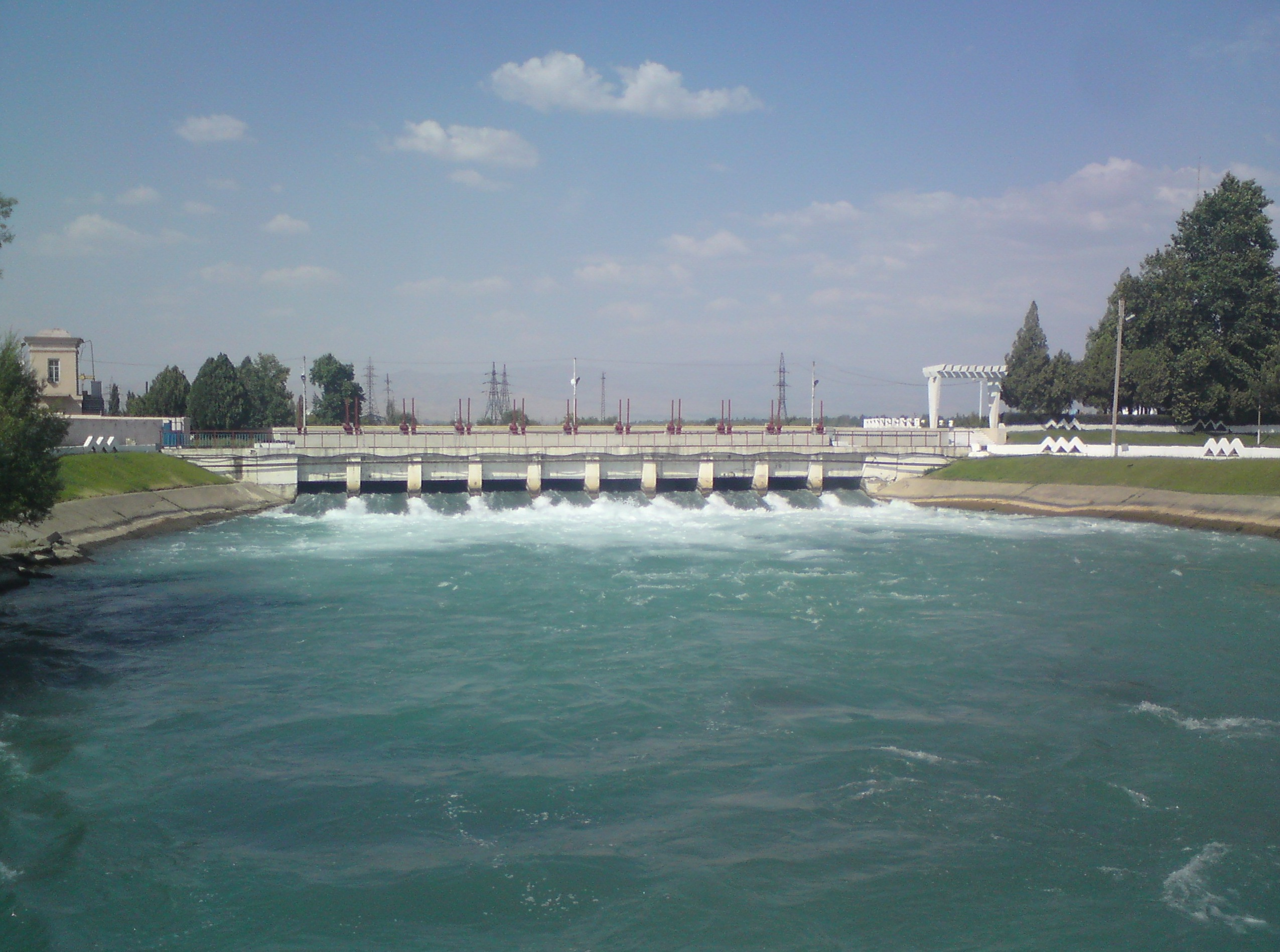
Гребля Карасу на Верхньочирчикському гідровузлі

Лівобережний Карасу є одним із найважливіших іригаційних каналів Ташкентської області. Його водами зрошуються 165 тис. га земель у Юкаричирчикському, Уртачірчикському та Аккурганському туманах.
У XX столітті на Лівобережному Карасу було збудовано ряд гребельних водозабірних споруд. Першою спорудою такого типу стала Найманська гребля на 59-му кілометрі течії, зведена 1926 року. Від Найманської греблі беруть початок канали Алгабас, колектори РК-7 та РК-71. У 1930-1932 роках велося будівництво Хантуганської водозабірної споруди. До складу гідротехнічної споруди входить гребля та водорозподільник між каналом Маргуненкова, колекторами РК-8 та РК-9. У 1960—1970-ті роки було побудовано ще 4 водозабірні вузли, розташовані на 3-му, 13-му, 36-му і 56-му кілометрах траси каналу.
У верхній течії від Карасу відходить велике відведення Хандам, на 36-му кілометрі - Ташкентський канал імені І. А. Палванова.